# Pheidole megacephala
Pheidole megacephala (Fabricius, 1793) è una formica della sottofamiglia Myrmicinae.

## Distribuzione e habitat
Descritta per la prima volta nel 1793 dall'entomologo Johan Christian Fabricius nell'isola di Mauritius, P. megacephala è stata introdotta e si è naturalizzata in numerosi paesi di Nord America, Sud America, Europa, Africa, Asia e Oceania. Gli specialisti della IUCN hanno inserito la specie nella lista delle 100 tra le specie invasive più dannose al mondo.